# Anton Slotboom
Anton Slotboom (Rotterdam, 15 december 1980) is een Nederlands journalist en schrijver. Hij schrijft voor de dagbladen Algemeen Dagblad en Trouw over nieuws, sport en cultuur. Boeken van zijn hand verschenen bij de uitgeverijen Prometheus, A.W. Bruna en Inside/Overamstel. Verhalen van zijn hand verschenen ook in literaire sportbladen als Hard gras en Staantribune. Zijn boek over Jules Deelder, De zin van het leven ben je zelf, haalde in 2020 De Bestseller 60.

## Carrière
Slotboom begon tijdens zijn studie aan de Hogeschool voor Journalistiek in Tilburg als muziekjournalist bij het Nederlandse muziekmagazine LiveXS. Dat werd gratis verspreid op festivals en in concertzalen. Namens het muziekblad maakte hij een tijd lang iedere werkdag een radioprogramma voor Kink FM. Later werd hij van dat blad hoofdredacteur.
Slotboom maakte in maart 2008 de overstap naar Algemeen Dagblad. Voor die krant maakte hij vervolgens verhalen met internationale artiesten als Coldplay, Lenny Kravitz, Noel Gallagher, Robbie Williams, Red Hot Chili Peppers en Enrique Iglesias. Ook sprak hij met acteurs als Jim Carrey, Jonah Hill en Channing Tatum. Hij maakte meerdere lange verhalen met prominenten als Louis van Gaal, Ahmed Aboutaleb, Ronald Koeman en Max Verstappen. Voor 3FM maakte hij een televisiecampagne. Voor die radiozender deed hij interviews met Maxi Jazz van Faithless en de Haagse zangeres Anouk. Van de gesprekken die hij voerde werden reclames gemaakt die op televisie werden uitgezonden.
Na de overname van Algemeen Dagblad door de Persgroep in 2009 ging hij als freelancer verder. Vervolgens begon hij ook te schrijven over popmuziek voor onder meer OOR, muziekblad Off The Record, muziekblad Soundz en NU.nl. In 2017 begon hij bij TV Rijnmond met het maken van een tv-programma over cultuur. Sinds 2020 schrijft hij voor Trouw. Slotboom schrijft over cultuur, nieuws en sport.
In 2013 verscheen zijn eerste boek. In 2020 schreef hij ook de biografie van actrice Imanuelle Grives. Slotboom is coauteur van boeken over Feyenoord en PSV. Hij schreef meerdere boeken over Sparta, waaronder Wij, Spartanen en 101 Dingen Die Je Weten Moet Over Sparta. Slotboom is wekelijks te zien op TV Rijnmond, als een van de gasten van de Sparta Naar Voren-podcast.

## Privé
Slotboom is getrouwd en heeft een dochter.

## Bestseller 60
| Boeken met noteringen in de Nederlandse Bestseller 60 | Jaar van verschijnen | Datum van binnenkomst | Hoogste positie | Aantal weken | Opmerkingen                  |
| ----------------------------------------------------- | -------------------- | --------------------- | --------------- | ------------ | ---------------------------- |
| De zin van het leven ben je zelf                      | 2019                 | 26-02-2020            | 32              | 2            | biografie over Jules Deelder |

## Prijzen
- Het boek Kampioenen '14-'18 werd door het literaire sportblad Staantribune in 2019 uitgeroepen tot een van de drie sportboeken van het jaar.

- Gemeinsame Normdatei: 1191853624
- International Standard Name Identifier: 0000 0004 2300 8646
- Library of Congress Control Number: no2020026506
- Nederlandse Thesaurus van Auteursnamen: 355593165
- Virtual International Authority File: 305807693